# Nasria Azaïdj
Nasria Azaïdj (29 oktober 1971) is een Algerijnse langeafstandsloopster, die is gespecialiseerd in de 5000 m, de 10.000 m, de halve marathon en het veldlopen. Ze werd twaalfmaal Algerijns kampioene in diverse disciplines.
Ze nam tweemaal deel aan de Olympische Spelen, maar won hierbij geen medaille.
In 2000 maakte ze haar olympische debuut op de Olympische Spelen van Sydney. Ze nam deel aan de 10.000 m en werd hierbij uitgeschakeld in de series. 
In 2003 werd ze vijfde op de marathon van Praag in een tijd van 2:39.05. Op de Olympische Spelen in 2004 nam ze voor de tweede maal deel aan de Olympische Spelen. Deze keer kwam ze uit op de olympische marathon, maar ze moest vroegtijdig de wedstrijd verlaten. Deze wedstrijd werd gewonnen door de Japanse Mizuki Noguchi in 2:26.20.

## Titels
- Afrikaans kampioene halve marathon - 1999
- Algerijns kampioene 5000 m - 2000, 2001
- Algerijns kampioene 10.000 m - 1999, 2004
- Algerijns kampioene halve marathon - 1997, 1999
- Algerijns kampioene veldlopen korte afstand - 2001, 2004
- Algerijns kampioene veldlopen lange afstand - 1997, 1999, 2000, 2004
- Noord-Afrikaanse kampioenschappen veldlopen lange afstand - 2002

## Persoonlijke records
| Onderdeel      | Prestatie | Datum           | Plaats         |
| -------------- | --------- | --------------- | -------------- |
| 3.000 m        | 9.26,34   | 17 juni 2006    | Rabat          |
| 5.000 m        | 15.44,86  | 14 juli 2001    | Heusden-Zolder |
| 10.000 m       | 33.04,44  | 5 augustus 2000 | Heusden-Zolder |
| halve marathon | 1:17.46   | 20 juli 2007    | Algiers        |
| marathon       | 2:39.05   | 23 mei 2004     | Praag          |

## Prestaties
| Jaar | Wedstrijd                                   | Plaats     | Resultaat | Onderdeel      | Tijd    |
| ---- | ------------------------------------------- | ---------- | --------- | -------------- | ------- |
| 1997 | WK veldlopen                                | Turijn     | 102e      | lange afstand  | 23.19   |
| 2002 | Noord-Afrikaanse kampioenschappen veldlopen | Tripoli    | 1e        | lange afstand  | 32.06   |
|      | Pan-Arabische kampioenschappen veldlopen    | Amman      | 1e        | lange afstand  | 28.18   |
|      | Pan-Arabische kampioenschappen veldlopen    | Amman      | 1e        | korte afstand  | 13.13   |
|      | WK veldlopen                                | Dublin     | 33e       | korte afstand  | 14.27   |
| 2003 | Noord-Afrikaanse kampioenschappen veldlopen | Tizi Ouzou | 3e        | lange afstand  |         |
|      | WK veldlopen                                | Lausanne   | 63e       | korte afstand  | 14.04   |
|      | Marathon van Praag                          | Praag      | 5e        | marathon       | 2:39.05 |
| 2004 | Noord-Afrikaanse kampioenschappen           | Témara     | 2e        | halve marathon | 1:15.05 |